# Memphis (Florida)
Memphis es un lugar designado por el censo ubicado en el condado de Manatee en el estado estadounidense de Florida. En el Censo de 2010 tenía una población de 7.848 habitantes y una densidad poblacional de 980,31 personas por km².

## Geografía
Memphis se encuentra ubicado en las coordenadas 27°32′28″N 82°33′30″O / 27.54111, -82.55833. Según la Oficina del Censo de los Estados Unidos, Memphis tiene una superficie total de 8.01 km², de la cual 8.01 km² corresponden a tierra firme y (0%) 0 km² es agua.

## Demografía
Según el censo de 2010, había 7.848 personas residiendo en Memphis. La densidad de población era de 980,31 hab./km². De los 7.848 habitantes, Memphis estaba compuesto por el 44.74% blancos, el 36.34% eran afroamericanos, el 0.56% eran amerindios, el 0.32% eran asiáticos, el 0.22% eran isleños del Pacífico, el 16.22% eran de otras razas y el 1.61% pertenecían a dos o más razas. Del total de la población el 28.5% eran hispanos o latinos de cualquier raza.